# ألبريسثورن
ألبريسثورن (بالإنجليزية: Albristhorn) هو أحد جبال سلسلة جبال الألب البرنية وجزء من القمة الأم يقع في كانتون برن، سويسرا. يبلغ ارتفاع الجبل حوالي 2762 متر، بينما يبلغ ارتفاع نتوء الجبل 812 متر.